# Дан независности (Федерација Босне и Херцеговине)
Дан независности, званично Дан независности Босне и Херцеговине, празник је у Федерацији Босне и Херцеговине — ентитету Босне и Херцеговине са бошњачко-хрватском већином — који се обиљежава 1. марта поводом проглашења независности Републике Босне и Херцеговине од Социјалистичке Федеративне Републике Југославије 1992. године.
У Републици Српској — ентитету са српском већином — 1. март се повезује са убиством српског свата у Сарајеву и почетком рата.

## Историја
Први демократски избори у Босни и Херцеговини одржани су 18. новембра 1990. године. Највише гласова су добиле управо три националне странке — Странка демократске акције (СДА), Српска демократска странка (СДС), а Хрватска демократска заједница (ХДЗ). Социјалистичке странке без одређене националне групације, нарочито Савез комуниста Босне и Херцеговине, нису успјеле добити значајан број гласова. СДА и ХДЗ, странке које су представљале интересе већине Муслимана и Хрвата, залагале су се за независност Босне и Херцеговине, чему се оштро противио СДС и велика већина Срба.
Арбитражна комисија коју је у поставила Европска економска заједница (ЕЕЗ) прогласила је да би правно обавезујући државни референдум о независности био предуслов за коначно признање Босне и Херцеговине од стране ЕЕЗ. Према томе, Скупштина СР Босне и Херцеговине донијела је одлуку о одржавању референдума о независности 29. фебруара и 1. марта. СДС је такав референдум одбацио као неуставан. Сходно томе, на наговор странке већина Срба је бојкотовала референдум.
По скупштинској одлуцу, референдумско питање је гласило: „Јесте ли за суверену и независну Босну и Херцеговину, државу равноправних грађана, народа БиХ — Муслимана, Срба, Хрвата и припадника других народа који у њој живе?”  Референдум је одржан 29. фебруара и 1. марта 1992. На референдуму је гласало 63,73% становника, од којих се 99,71% изјаснила за независност. Предсједник Предсједништва Алија Изетбеговић прогласио је независности Републике Босне и Херцеговине 3. марта.
Европска економска заједница и Сједињене Америчке Државе признале су Босну и Херцеговину као независну државу 6. и 7. априла 1992. године. Парламент Федерације Босне и Херцеговине донио је одлуку 28. фебруара 1995. по којој се 1. март прославља Дан независности Босне и Херцеговине као државни празник.

## Обиљежавање
Дан независности Босне и Херцеговине прославља се само у Федерацији Босне и Херцеговине. У Републици Српској се 1. март не прославља и повезује се са убиством српског свата у Сарајеву и почетком рата. Милорад Додик, политичар из Републике Српске и српски члан Предсједништва Босне и Херцеговине, изјавио је да је Дан независности БиХ празник бошњачког народа и „ми то њима не споримо”, али то није празник који се слави у Републици Српској.